# Nika Daalderop
Nika Daalderop (ur. 29 listopada 1998 w Amsterdamie) – holenderska siatkarka, grająca na pozycji przyjmującej.

## Siatkówka plażowa
Daalderop utworzyła duet w 2014 roku z Susanne Kos i zadebiutowały w Pucharze Świata U-19 w Acapulco, zajmując piątą pozycję. 2015 roku zajęła wraz z Anke van As szóste miejsce na Mistrzostwach Europy U-18 w Rydze. Z nową partnerką Joy Stubbe wygrały Mistrzostwa Europy U-20 w Larnace. W 2016 roku w Pucharze Świata U-21 z Stubbe zajęły piąte miejsce w Lucernie. W Antalyi obroniły tytuł Mistrzyń Europy U-20 z poprzedniego roku. W 2016 roku z Joy Stubbe zostały mistrzyniami Holandii. W tym samym roku z Mexime van Driel w Larnace zostały wicemistrzyniami świata U-19.

## Sukcesy klubowe
Liga niemiecka:
- 2018

Liga włoska:
- 2021, 2025[6]

Klubowe Mistrzostwa Świata:
- 2022[7]
- 2024[8]

Puchar Turcji:
- 2023[9]

Liga turecka:
- 2023[10]

Liga Mistrzyń:
- 2023[11]
- 2024[12]
- 2025[13]

## Sukcesy reprezentacyjne
Mistrzostwa Europy:
- 2017
- 2023[14]

## Nagrody indywidualne
- 2015: Nagroda im. Ingrid Visser
- 2016: Nagroda im. Ingrid Visser